# Kalyan-Dombivli
Kalyan-Dombivli is een gemeente en dubbelstad binnen de stedelijk agglomeratie van de Indiase metropool Mumbai, in de staat Maharashtra. Het is gelegen in het district Thane en heeft 1.247.327 inwoners (2011) De in 1982 gevormde gemeente bestaat uit de twee voormalige steden Kalyan en Dombivli.

## Geografie
De gemeente ligt aan de rivier de Ulhas en grenst direct aan de stad Ulhasnagar. De twee voormalige steden Kalyan en Dombivli zijn omgevormd tot stadsdelen. De gehele gemeente is een aaneenschakeling van deze voormalige steden en enkele dorpen. Samen met Ulhasnagar vormt de gemeente een gebied van tegen de 1,7 miljoen inwoners.
In verband met de relatieve hoge opleidingsgraad van de bevolking, wordt het vaak de tweede culturele stad van Maharashtra genoemd, na Poone. Kalyan en Dombivli kennen ook een hoog aantal hogescholen.
De gemeente maakt een sterke groei door en wordt bewoond door mensen die vertrokken zijn uit het volle en relatief dure Mumbai en uit de aangrenzende stad Ulhasnagar.

## Kalyan
Kalyan was bekend als een havenstad sinds de oudheid. Bewijzen van zijn bestaan als een belangrijke regionale havenstad zijn gevonden in oude Griekse manuscripten.
Het hoofdkwartier van de gemeente Kalyan-Dombivli bevindt zich in het westen van Kalyan.

## Dombivli
Dombivli is een stad voor de middenklasse, met een zeer hoge alfabetiseringsgraad.  Men gelooft dat de naam van de stad afgeleid is van de "Dombas", een stam die in de buurt leefden.

## Transport
De gemeente vormt een belangrijk vervoersknooppunt. Het treinstation van Dombivli ligt zo'n 48 km van Chhatrapati Shivaji Terminus en is verbonden met alle delen van Maharashtra. De meeste treinen stoppen ook op het station van Kalyan. Het dichtstbijzijnde vliegveld is 40 km verderop in Mumbai.

## Inwoners
De stad die ruim 1 miljoen inwoners telt, heeft een van de hoogste bevolkingsdichtheden van de wereld, op sommige plaatsen zelfs 63.000 per vierkante kilometer.